# Города и годы (фильм, 1930)
«Города и годы» — советский немой художественный фильм режиссёра Евгения Червякова, снятый по одноимённому роману Константина Федина.

## Сюжет
В фильм почти идентично перенесена сюжетная канва первоисточника, хотя и присутствуют сценарные упрощения и сокращения, свойственные экранизациям объёмных литературных форм. Основное значение данного произведения, по мнению критиков, составляет « высокая изобразительная культура фильма. Декорации Мейнкина очень точны, верно рисуют Германию. Съёмки Беляева — экспрессивны, исполнены подлинного пафоса и трагизма. Особенно выразительны сцены в башкирской степи. Их Червяков хорошо знал по юношеским годам, по гражданской войне, по службе своей в Красной Армии. Ночь, туман, опасность, предательство… Резкие световые блики вырывают из мглы лица героев — каменную жестокость Шенау, растерянность и мольбу Старцова, гнев и безжалостность Вана. Монтаж и композиция кадров подчинены чётко выраженному настроению тревоги, отчаяния».

## В ролях
- Бернхард Гёцке — майор фон Шенау
- Иван Чувелев — Старцев
- Геннадий Мичурин — инженер Курт
- Софья Магарилл — Мари Урбах
- Андрей Костричкин — Бирман, социал-демократ
- Леонид Кмит — красноармеец
- Давид Гутман — заводчик Урбах
- Мария Симакина — Марта Бирман
- Борис Медведев — офицер
- Пётр Пирогов — поляк
- Евгений Червяков — эпизод
- Владимир Гардин — эпизод
- Сергей Поначевный — человек в трактире

## Дополнительные факты
- Фильм сохранился без 3 и 5 частей.
- Фильм считался последним и единственным сохранившимся немым фильмом режиссёра и актёра Евгения Червякова, пока в 2008 году в Аргентине не были найдены пять катушек 16 миллиметровой плёнки с фильмом, без оригинальных титров, который был атрибутирован как Мой сын, снятый режиссёром в 1928 году.
- Ассистентом режиссёра на съёмках был М. С. Гавронский[2].